# 正光寺 (羽生市)
正光寺（しょうこうじ）は、埼玉県羽生市にある浄土宗の寺院。

## 歴史
1543年（天文12年）、栄誉によって開山された。当寺の院号と寺号は開基の「広応院清正光大姉」に由来する。
1648年（慶安元年）、江戸幕府第3代将軍徳川家光より、寺領20石3斗の朱印状が交付されている。
当寺の墓地には清水誓信の墓がある。誓信は江戸時代後期の人物で醸造業で財を成した。誓信は「世のため人のために財を惜しんではならない」として、災害が発生した時には惜しげもなく財産を提供したことで知られている。

## 文化財
- 清水誓信墓碑（羽生市指定史跡 昭和39年9月9日指定）[4]

## 交通アクセス
- 羽生駅より徒歩15分。